# Liga 4 (afdeling Molukken)
De  Liga 3 – Afdeling Molukken is de hoogste voetbalafdeling die op de Molukken door de Indonesische voetbalbond (PSSI) wordt georganiseerd. Sinds 2017 kwalificeert de afdelingskampioen zich voor een regionale voorronde van de algehele Liga 3, waar zij tegen andere afdelingskampioenen speelt om promotie naar de Liga 2.

## Geschiedenis
Tot 2002 bestond er geen bijzondere competitie uitsluitend voor de Molukken. Voorheen namen Molukse clubs deel aan lokale wilde competities of namen zij deel aan een officiele competitie waarin zij uitkwamen in het district Oost-Indonesië of een regionaal district van de PSSI waarin de Molukken met de eilanden Sulawesi en/of Westelijk Nieuw-Guinea werden gecombineerd. In deze competities kende de Molukse club PSA Ambon enige historische successen. Het eerste seizoen waarin er uitsluitend werd gestreden om het Moluks kampioenschap was het seizoen 2002 van de Divisi Dua. Echter was er al sinds 1999 een bloedige oorlog uitgebroken tussen christenen en moslims op de Molukken. Dit duurde tot in 2004, waardoor het moeilijk was een volledige competitie te organiseren, eveneens omdat jeugdspelers werden ingezet als kindsoldaten.
In 2004 werd het kampioenschap niet georganiseerd. Hierdoor konden er geen Molukse clubs worden afgevaardigd en werden de nummers 3 van de competities van Noord-Sumatra en Zuid-Sumatra door de PSSI aangewezen als vervangers om deel te nemen in de kwalificatieronde van de Divisi Dua.
In 2005 werd er weer op de sport ingezet als middel van verbroedering en werd het Moluks afdelingskampioenschap seizoen 2005 georganiseerd als onderdeel van de Divisi Tiga. Persemalra Tual werd kampioen doordat het met een doelsaldo van slechts één doelpunt meer eindigde dan PSA Ambon. Het seizoen bleek het begin van een opmars van de Zuid-Oost Molukse Arenden uit Tual die tot 2010 jaarlijks zouden gaan behoren tot de titelfavorieten.
In 2009 won Persemalra Tual wederom de Ambon Cup, zoals het kampioenschap tijdens deze editie genoemd werd. De Zuidoost Molukse club zou echter succesvol door de kwalificatierondes komen en doorstromen naar de finale van de Divisi Satu. Als verliezend finalst promoveert ze alsnog naar de Divisi Utama, dat geen provinciale maar een landelijke competitie is. Door promotie naar de hogere regionen, zou Persemalra haar afdelingstitel niet meer kunnen verdedigen.
Na een aantal corruptieschandalen in het Indonesische voetbal, hadden een aantal grote voetbalclubs zich uit protest in 2011 afgescheiden van de PSSI, om zich te scharen achter de KPSI, waardoor er inmiddels twee voetbalbonden waren die voetbalcompetities organiseerden. De PSSI organiseerde in 2012 desalniettemin de Molukse competitie als afdeling van haar Divisi Dua. Nusa Ina FC won in 2012 zowel het afdelingskampioenschap als de nationale Divisi Dua. 
Nadat de geschillen tussen de rivaliserende voetbalbonden in 2013 werd bijgelegd en dezen fuseerden tot één vernieuwde PSSI. Met ingang van het seizoen 2014 werden de Divisi Satu, Divisi Dua en de Divisi Tiga samengevoegd tot één Liga Nusantara, wat vanaf dan verder gaat als het derde niveau van Indonesië met provinciale afdelingen.
In 2014 werd de competitie ook Governor Said Assagaff Cup genoemd.
Nadat de Indonesische regering zich bemoeide met het voetbal en daarmee de PSSI ondermijnde, werd de PSSI in 2015 geschorst en diens activiteiten stilgelegd door de FIFA. Hierop werd in het seizoen 2016 het Indonesia Soccer Championship C - Liga Nusantara 2016 georganiseerd door de lokale voetbalafdelingen zodat de voetbalsport wel beoefend kon blijven worden. De Molukse afdelingscompetitie van 2016 werd gewonnen door Nusa Ina FC.
Vanaf 2017 werd de schop gezet in het Indonesisch voetbal. In 2017 werd het Molukse kampioenschap, Liga 3 Provinsi Maluku, voor het eerst in de huidige vorm georganiseerd, als afdeling van de Liga 3.
Nadat Maluku FC in 2022 de competitie gewonnen had, mocht zij als afgevaardigde club van de Molukken deelnemen aan de regionale voorronde van het algeheel Liga 3 kampioenschap van Indonesië, maar als nasleep van de Kanjuruhan-stadionramp vond deze wedstrijd geen doorgang, omdat het resterende seizoen 2022/23 van de Liga 3 werd opgeschort.
Na beslissing op het jaarlijkse congres van de PSSI op 3 juni 2024, zal de Liga 3 in het seizoen 2024/25 hervormd worden naar een competitie van achttien clubs, zonder provinciale voorrondes. De Molukse afdeling gaat verder als provinciale afdeling van de Liga 4.

## Kampioenschappen
2002 · 
2003 ·
2004 ·
2005 ·
2006 ·
2007 ·
2008 ·
2009 ·
2010 ·
2011 ·
2012 ·
2013 ·
2014 ·
2015 ·
2016 ·
2017 ·
2018 ·
2019 ·
2020 ·
2021 ·
2022 ·
2023 ·